# فرانك سولومون
فرانك سولومون (بالإنجليزية: Frank Solomon)‏ هو لاعب الرغبي ‏ نيوزلندي، ولد في 30 مايو 1906 في باغو باغو في الولايات المتحدة، وتوفي في 21 ديسمبر 1991 في أوكلاند في نيوزيلندا.